# Magenta (Italia)
Magenta es una localidad y comune italiana de la provincia de Milán, región de Lombardía, con 23.530 habitantes. Aquí aconteció, en 1859, la batalla de Magenta.

## Evolución demográfica
| Gráfica de evolución demográfica de Magenta entre 1861 y 2001 |
|                                                               |
| Fuente ISTAT - elaboración gráfica de Wikipedia               |